# Māris Gailis
Māris Gailis (* 9. července 1951, Riga) je lotyšský politik. V letech 1994–1995 byl premiérem Lotyšska. Byl rovněž ministrem zahraničních věcí (1992–1993), ministrem národního programu reforem (1993–1994), ministrem životního prostředí (1995–1996) a ministrem regionálního rozvoje (1995–1996). Byl představitelem středopravicové liberální strany Lotyšská cesta (Latvijas Ceļš).
Věnoval se též aktivně jachtingu, v letech 1996–2006 byl předsedou lotyšské jachtařské asociace, v letech 1996–2000 členem výkonného výboru Lotyšského olympijského výboru. Na jachtě Milda obeplul v letech 2001–2003 svět.